# Richard et d’Haegeleer
Richard et d’Haegeleer war ein belgischer Hersteller von Automobilen.

## Unternehmensgeschichte
Das Unternehmen hatte seinen Sitz an der Rue de Fétinne 60 in Lüttich. Im selben Werk wurden um 1900 bereits Fahrzeuge der Marke Koppel gebaut. 1921 begann die Produktion von Automobilen unter der Marke R & D. Im Dezember 1921 wurden Fahrzeuge auf dem Brüsseler Automobilsalon präsentiert. 1922 verliert sich die Spur des Unternehmens.

## Fahrzeuge
Das einzige Modell wurde als Cyclecar bezeichnet. Allerdings ist unklar, ob es die Kriterien für Cyclecars erfüllte, da keine Daten bekannt sind.